# Now & Then (The Carpenters)
Now & Then è il quinto album in studio del duo musicale-canoro statunitense The Carpenters, pubblicato nel 1973.

## Tracce
Side 1
1. Sing (Joe Raposo) – 3:20
2. This Masquerade (Leon Russell) – 4:50
3. Heather (Johnny Pearson) – 2:47
4. Jambalaya (On the Bayou) (Hank Williams) – 3:40
5. I Can't Make Music (Randy Edelman) – 3:17

Side 2
1. Yesterday Once More (John Bettis, Richard Carpenter) – 3:50 (totale – 18:05)
2. Yesterday Once More (reprise) – 0:58

## Formazione
- Richard Carpenter - tastiere, voce, cori
- Karen Carpenter - batteria, voce

## Classifiche
| Classifica  | Posizione raggiunta |
| ----------- | ------------------- |
| Regno Unito | 2                   |
| Stati Uniti | 2                   |